# Watscha (Nischni Nowgorod)
Watscha (russisch Ва́ча) ist eine Siedlung städtischen Typs in der Oblast Nischni Nowgorod in Russland mit 5987 Einwohnern (Stand 14. Oktober 2010).

## Geographie
Der Ort liegt knapp 100 km Luftlinie südwestlich des Oblastverwaltungszentrums Nischni Nowgorod am Flüsschen Watschka, das über Malaja Kutra und Bolschaja Kutra Oka zufließt, das knapp 20 km nordwestlich die Grenze zur Oblast Wladimir markiert.
Watscha ist Verwaltungszentrum des Rajons Watschski sowie Sitz der Stadtgemeinde (gorodskoje posselenije) Rabotschi possjolok Watscha, zu der außerdem die Dörfer Popowka (2 km nordwestlich) und Popyschowo (3 km südwestlich) gehören.

## Geschichte
Der Ort wurde erstmals 1588 erstmals urkundlich erwähnt. In Folge gehörte er zum Ujesd Murom des Gouvernements Wladimir.
Am 30. Juni 1929 wurde Watscha Verwaltungssitz eines neu geschaffenen, nach ihm benannten Rajons. 1938 erhielt der Ort den Status einer Siedlung städtischen Typs.

### Bevölkerungsentwicklung
| Jahr | Einwohner |
| ---- | --------- |
| 1897 | 1784      |
| 1939 | 3860      |
| 1959 | 6784      |
| 1970 | 7714      |
| 1979 | 7779      |
| 1989 | 7455      |
| 2002 | 6732      |
| 2010 | 5987      |

Anmerkung: Volkszählungsdaten

## Verkehr
Einige Kilometer nordwestlich von Watscha verläuft die Regionalstraße 22K-0125 von Nischni Nowgorod über Pawlowo zur 22K-0079 unweit der Grenze zur Oblast Wladimir zwischen den Städten Nawaschino und Murom. Von der Straße in den Ort führt die kurze 22K-0034. In Pawlowo befindet sich etwa 25 km nordöstlich auch die nächstgelegene Bahnstation Metallist, Endpunkt einer Strecke von Nischni Nowgorod.